# Linggasana
Linggasana is een bestuurslaag in het regentschap Kuningan van de provincie West-Java, Indonesië. Linggasana telt 1654 inwoners (volkstelling 2010).